# Denis Bédard
Denis Bédard (* 13. Januar 1950 in Québec) ist ein kanadischer Organist und Komponist.

## Leben
Denis Bédard, 1950 in Québec geboren, studierte zunächst Musik am Conservatoire de musique de Québec und beendete sein Studium in Orgel, Cembalo, Kammermusik, Kontrapunkt und Fuge mit Auszeichnung. Weiterführende Studien führten ihn nach Paris und Montreal sowie nach Amsterdam (zusammen mit Gustav Leonhardt). Im Jahre 1975 war er Preisträger des „Prix d'Europe“ sowie beim CBC Radio Talent Competition (1978). Von 1981 bis 1989 wirkte er als Professor am Conservatoire de musique de Québec und von 2001 bis 2004 an der University of British Columbia in Vancouver. Darüber hinaus war Denis Bédard 19 Jahre lang als Organist an der Kirche St-Coeur-de-Marie in der Stadt Québec tätig und wurde im September 1997 Organist an der Kirche St-Roch, ebenfalls in Québec. Von September 2001 bis Ende August 2021 war er Organist und Musikdirektor an der Holy Rosary Cathedral in Vancouver. Überdies gilt er als aktiver Konzertorganist und konzertierte bereits in Kanada, USA und Brasilien.

## Werk
Denis Bédards Kompositionen umfassen 15 Kammermusikwerke, Orchester-, Vokalmusik sowie mehrere Orgelwerke. Er komponierte Werke für Radio-Canada, CBC, Québec Symphony Orchestra und zahlreiche Musiker in Kanada, England und den USA. Viele seiner Werke gelangten international zur Aufführung (USA, Frankreich, England, Schweiz, Holland, Deutschland, Österreich, Schweden, Dänemark, Finnland, Tschechien, Südafrika, Neuseeland, Hong-Kong, Japan, Brasilien, Estland), besonders bei internationalen Orgel/Saxophon-Tagungen. Einige seiner Werke wurden auf CD eingespielt. Seine Musik, größtenteils tonal und melodisch, besticht durch formale Schlichtheit und sucht die Kommunikation mit dem Zuhörer.
Edition Goldgruber www.editiongoldgruber.at hat den Vertrieb und die Auslieferung der Noten von Dénis Bédard für Deutschland, Österreich und die Schweiz.